# Everybody Jump
『Everybody Jump』（エブリバディ ジャンプ）は、三枝夕夏 IN dbの16枚目のシングル。

## 内容
- 元々は、三枝夕夏 IN dbのメンバーのみで制作された（作詞・作曲は下記参照。編曲はベースの大藪拓が担当した）楽曲で、曲名は「途切れないキズナ」とされていた。歌詞にも「Everybody Thursday night〜」とあるように、THURSDAY LIVEを意識して作られた曲で、2005年11月3日のLiveにて初披露された。その後、14枚目のシングル「愛のワナ」のカップリングとして収録されることとなり、レコーディングが進められていたが、テレビアニメ「格闘美神 武龍 REBIRTH」のオープニングテーマ曲に採用されることが決まったために、カップリングは別の曲に変更され、この曲は16枚目のシングルとしてリリースされる運びとなった。その際にGARNET CROWの古井弘人の編曲に変更され、曲名も「Everybody Jump」に改められた。なお、曲名を変更する際には「Everybody Jump!!」になる予定だったが、「!!」はタイトルに入らなかった（歌詞の中には使われている）。
- シングルA面では初めて岩井勇一郎が作曲を務めた作品である。

## 収録曲
1. Everybody Jump
  - 作詞：三枝夕夏 / 作曲：岩井勇一郎 / 編曲：古井弘人

2006年2月16日のTHURSDAY LIVEにて、ファンによるコーラス（かけ声）を録音し音源として使用された。
PVではメンバー全員がバスケットボールをプレイしている姿で撮られている。しかし、三枝はブログで「昔、バスケで指を骨折した」と語っており、当初はこのような形でPVを製作することを拒んでいたという。
2. Walking in the wind with you
  - 作詞：三枝夕夏 / 作曲：水野幹子 / 編曲：三好誠
3. 100もの扉 〜U-ka Solo Version〜
  - 作詞：愛内里菜、三枝夕夏 / 作曲：大野克夫 / 編曲：葉山たけし

愛内里菜&三枝夕夏名義でリリースした「100もの扉」をセルフカバーして収録した。原曲は古井弘人による編曲だったが、こちらのバージョンでは葉山たけしが編曲を担当している。
4. Everybody Jump (inst.)

## タイアップ
Everybody Jump
- テレビ東京系アニメ『格闘美神 武龍 REBIRTH』オープニングテーマ

## 収録アルバム
Everybody Jump
- U-ka saegusa IN db III
- 三枝夕夏 IN d-best 〜Smile&Tears〜
- U-ka saegusa IN db Final Best